# Anticoagulant
Anticoagulantele reprezintă o clasă de medicamente folosite pentru prevenirea coagulării sângelui. În natură, anticoagulantele pot fi întâlnite la lipitori și la unele insecte care se hrănesc cu sânge, cu scopul de a prelungi durata în care rana este deschisă.
Medicamentele anticoagulante pot fi administrate ori prin injectare subcutanată sau intravenoasă, ori pe cale orală. Sunt utilizate pentru prevenirea și tratarea trombozelor. Unele anticoagulante sunt utilizate și în echipamentul medical, de exemplu în vacutainere pentru prelevarea sângelui, în produsele pentru transfuzie și în echipamentul de dializă renală. Anticoagulantele sunt similare cu medicamentele antiagregante plachetare și trombolitice, toate aceste clase de antitrombotice afectând anumite etape din procesul de coagulare sanguină.

## Tipuri
Există mai multe tipuri de anticoagulante, dar în linii mari acestea pot fi clasificate în două mari categorii: heparinele și antivitaminele K, care sunt antagoniste față de această vitamină. Cele din urmă pot fi anticoagulante cumarinice (precum warfarina, dicumarolul și acenocumarolul) sau derivați de indandionă (precum clorindiona, difenadiona și fenindiona).